# José Antonio Alonso Alcalde
José Antonio Alonso Alcalde (L'Entregu, 14 d'abril de 1919 - Agen, 19 de desembre de 2015), més conegut com a Comandante Robert o simplement Robert, va ser un polític i militar espanyol, reconegut membre de la resistència francesa durant l'ocupació nazi de França.

## Biografia
Fill d'un ferroviari, es va traslladar de nen amb la seva família a Tarragona. Amb la revolta militar de juliol de 1936 que va donar origen a la Guerra Civil, es va unir a les Joventuts Socialistes Unificades (JSU) i va quedar-s'hi a Catalunya. Durant la guerra va ser sergent d'Estat Major de l'Exèrcit Republicà i va participar en les diferents operacions militars del Segre dels últims mesos del conflicte. Amb la derrota republicana, es va retirar amb la resta del seu batalló a França, on va ingressar en el camp de Sètfonts D'allà, les autoritats franceses el van enviar la primavera de 1939 a les primeres Companyies de Treball pels militars espanyols exiliats on se'l va destinar a les tasques de reforç i condicionament de la Línia Maginot.
Iniciada la guerra mundial i l'ocupació del territori francès per les tropes alemanyes, va participar com a guerriller a la regió de Clarmont, membre ja de la Unió Nacional Espanyola, i més tard se'l troba al comandament de la Tercera Brigada en el XIV Cos de Guerrillers espanyols al sud de França el 1942, un grup d'entre dos-cents i tres-cents homes especialment actius. Sempre va ser el cap d'Estat Major de la Brigada, des de la seva creació el 1942 fins a la seva dissolució. Detingut en un control de la policia del règim de Vichy a Sant-Etiève, va aconseguir escapar de l'autobús que el portava camí de l'Alemanya nazi. A partir de llavors, les seves activitats de sabotatge i atacs amb un grup reduït de companys a les forces d'ocupació es van desenvolupar a la regió del Migdia-Pirineus. Després del desembarcament aliat a Normandia el juny de 1944, a l'agost Robert va dirigir les operacions per la presa de la localitat de Foix, després d'haver contactat per primera vegada amb una reduïda missió aliada de cinc comandants que havien estat llançats en paracaigudes a Riucròs, a uns vint-i-cinc quilòmetres de la ciutat, per coordinar operacions amb els guerrillers. La Brigada, distribuïda en tres batallons de no més de noranta homes cadascun, va envoltar Foix el 19 d'agost i va aconseguir la rendició de la guarnició alemanya de la ciutat aquest mateix dia i el control definitiu de la zona el dia 22 del mateix mes. fent presoners a més d'un miler de militars alemanys. Un monòlit a uns quilòmetres de la ciutat recorda d'on va partir la Brigada. També va participar en l'ocupació d'altres localitats fins que la seva zona assignada, el departament d'Arieja, va quedar lliure de forces enemigues.
Mesos després, al comandament de la 521.a Brigada, va prendre part en l'ocupació de la Vall d'Aran, en el frustrat intent del maquis i el Partit Comunista de provocar una intervenció aliada contra la dictadura franquista abans de la fi de la guerra mundial.Va poder sobreviure i va tornar a França on va fixar definitivament la seva residència. Allà es va casar i va obtenir la nacionalitat el 1947. Va ser president de la Confédération Nationale des Guérrilleros et Résistants Espagnols.

## Reconeixements
Entre els reconeixements rebuts per les seves accions en la guerra, cal assenyalar la Legió d'Honor francesa, la Medalla de la Victòria polonesa, la de l'Ordre de la Lleialtat a la República Espanyola, la Médaille de la Résistance, l'Ordre Nacional del Mèrit i Ciutadà d'Honor de Foix.